# 乾東五所
乾東五所，又称“北五所”，位于紫禁城内廷东路、千婴门以北，西邻御花园。

## 历史
乾东五所因位于东六宫以北，故又称“北五所”。乾东五所始建于明朝初年，和紫禁城内廷西路的“乾西五所”对称，一般认为东、西五所合为“天干”之数“十”，与东、西六宫合为“地支”之数“十二”相应，展现了阴阳五行理论对紫禁城格局之影响。清朝乾隆初年，将乾西五所改建成漱芳斋、重华宫、建福宫及建福宫花园，明朝的格局被打破，而乾东五所仍基本保持明朝格局，乾隆三十九年（1774年）又重修。
清朝初年，乾东五所是皇子居所。乾隆三十年（1765年）前后，从头所到五所分别改成如意馆、寿药房、敬事房、四执库、古董房。乾隆三十九年（1774年），乾隆帝谕旨将三所、四所的装修拆挪至头所、二所，并且对头所、二所修缮见新，供皇十五子（即后来的嘉庆帝）成婚后居住。乾隆四十年（1775年），皇十五子移居撷芳殿，乾东五所的头所、二所仍当作皇子居所，直到嘉庆年间。如今，在三所内仍留有慈禧太后御题“敬事房”匾额，正殿明间脊檩上有清朝晚期彩画。
2006年6月9日，故宫博物院宫廷部两名职工在对北五所寿药房库内存放的装运文物的木箱进行处理时，因为漏检，造成存放在木箱最底层苯板下面的黑漆描金小石编磬一组16片（未定级）连同木箱一起被集中到故宫博物院古建修缮中心。古建修缮中心职工孙会生发现后，对这组文物进行了保护，并及时通知有关部门立即取回。经过核查，确认没有其他物品遗漏，这16片石编磬也未出现新的伤况。依照《故宫博物院藏品管理规定》，故宫博物院对主要责任人给予了处罚。

## 建筑
乾东五所由五组建筑组成，自西向东分别称为：头所、二所、三所、四所、五所。每个所都有南北三进院落，前院南墙正中开有黄琉璃瓦歇山顶门1座，门内有1座木影壁屏门。前院、中院都是“一正两厢”式样的三合院，中院东南隅设有井亭1座；后院的进深较浅，仅有正殿，黄琉璃瓦硬山顶。除了主要建筑外，各所均有一些配房，位置及数量因各所之情况而不同。各所之间用矮墙分隔，相互独立；矮墙上开小门，使相邻各院连通。
三所后的宫墙西北隅开有随墙小门1座，是乾东五所通往北横街的唯一的通道，平时关闭，农历每月初四日、十四日、二十四日打扫或者有事时方才开启此门。